# Cylisticoides
Cylisticoides är ett släkte av kräftdjur. Cylisticoides ingår i ordningen gråsuggor och tånglöss, klassen storkräftor, fylumet leddjur och riket djur.
Kladogram enligt Catalogue of Life:
| Cylisticoides | \| \| Cylisticoides angulatus \| \| \| \| \| \| Cylisticoides rotundifrons \| \| \| \| |
|               | \| \| Cylisticoides angulatus \| \| \| \| \| \| Cylisticoides rotundifrons \| \| \| \| |
|               | Cylisticoides angulatus                                                                |
|               |                                                                                        |
|               | Cylisticoides rotundifrons                                                             |
|               |                                                                                        |